# Mancheng
Mancheng (en chino, 满城; pinyin, Mànchéng) es un distrito urbano bajo la administración directa de la Prefectura Baoding  en la Provincia de Hebei, República Popular China.  Su área es de 658 km² y su población total para 2020 superó los 390 mil habitantes. 

## Administración
Desde julio de 2023, el  Distrito Mancheng se divide en 12 pueblos que se administran en 1 subdistritos, 6   poblados y 5 villas.